# Regne de França
El Regne de França fou el sistema polític de la regió de l'actual França entre l'edat mitjana (segle ix) i l'edat moderna (final del segle xviii) -la darrera corresponent al període conegut com l'antic règim- i precedeix la proclamació de la Primera República Francesa. Després de la partició en tres de l'Imperi carolingi -el Regnum Francorum (751-843)-, es constituí la Francia Occidentalis (843-987), que amb l'ascens al tron d'Hug Capet el 987 esdevingué el Regne de França. Va ser el 1204 que la paraula França significa, per primera vegada, el territori sobre el qual exerceix l'autoritat del rei dels francs, que llavors va començar a anomenar-se de manera esporàdica rei de França. El sistema de la monarquia feudal, a poc a poc, dona pas a una monarquia absoluta que va assolir l'apogeu als segles xvii i XVIII. El 1791, després de la Revolució Francesa, fineix el sistema de monarquia absoluta, i el Regne de França esdevé una monarquia constitucional. Menys d'un any després, la Primera República Francesa hi fou proclamada.

## Dinastia merovíngia
França deu el seu nom als francs. Després de la desaparició de l'últim emperador romà d'Occident el 476, els èxits militars i polítics d'aquest poble germànic i la conversió al cristianisme del seu rei, Clodoveu I, el 496 o el 498 van permetre als francs occidentals d'entrar al cor de la Gàl·lia. Un dels factors de llurs èxits va ser que llurs reis es van adherir a la mateixa religió catòlica romana que la puixant aristocràcia gal·loromana, mentre que els altres pobles bàrbars que es van establir a tot l'Europa occidental (principalment els burgundis i el visigots) es van convertir a l'arrianisme. Aquesta idea ha de ser, això no obstant, estudiada. La conversió excepcional de Clovis va ser explotada molt més tard pels capets per fer de França la "filla major de l'Església".
Contràriament a la idea estesa, Clovis no intentà pas germanitzar la Gàl·lia, sinó que va utilitzar els atributs romans que posseïa (els títols de patrici i de cònsol). Va ser confirmat amb el títol de rei per l'emperador romà d'Orient i pel papa.
Avui dia, i després d'una trentena d'anys, en la qüestió sobre la data del començament de l'edat mitjana tendeix a imposar la idea d'una antiguitat tardana, període de transició durant el qual les grans característiques de la civilització de la fi de l'antiguitat van perdurar, almenys fins al segle ix. La terra elegida per a la continuació de l'antiguitat seria França, que no coneixeria els anys foscos dels bretons insulars amb l'arribada dels anglosaxons. Com a símbol de la simbiosi entre els gal·loromans i els francs, Clovis va adoptar una llei que establia una igualtat estricta entre aquestes ètnies que componien el seu poble entre el 508 i 510. Va abolir, també, l'esclavatge antic.
Els límits del país evolucionaren arran de les guerres, crisis i herències: el regne de Clovis va ser ràpidament dividit en Nèustria i Austràsia, les quals, amb la Borgonya franca, foren les forces polítiques més importants de la Gàl·lia al segle vi. Els francs es van estendre cap a l'est.
A causa de la propaganda carolíngia que va fer tot el possible per ridiculitzar els merovingis, els historiadors creien que aquest era un període de gran decadència; el mite dels "reis mandrosos", en particular, va caracteritzar la fi del període merovingi. En realitat, a partir del començament del segle vii, el poder reial es va afeblir per a benefici de l'aristocràcia franca, sobretot dels "majordoms dels palaus" neutrians i austrasians. Un dels més famosos n'era Carles Martell, que va absorbir el ducat d'Aquitània i aturà el 732 l'expansió del califat de Damasc en la batalla de Tours. Els francs van veure així la fi de la conquesta musulmana d'Europa; després d'aquesta batalla, es van aprofitar de la confusió al sud del país per a instal·lar o reforçar la seva autoritat sobre aquestes zones i a dues bandes dels Pirineus.

## Dinastia carolíngia

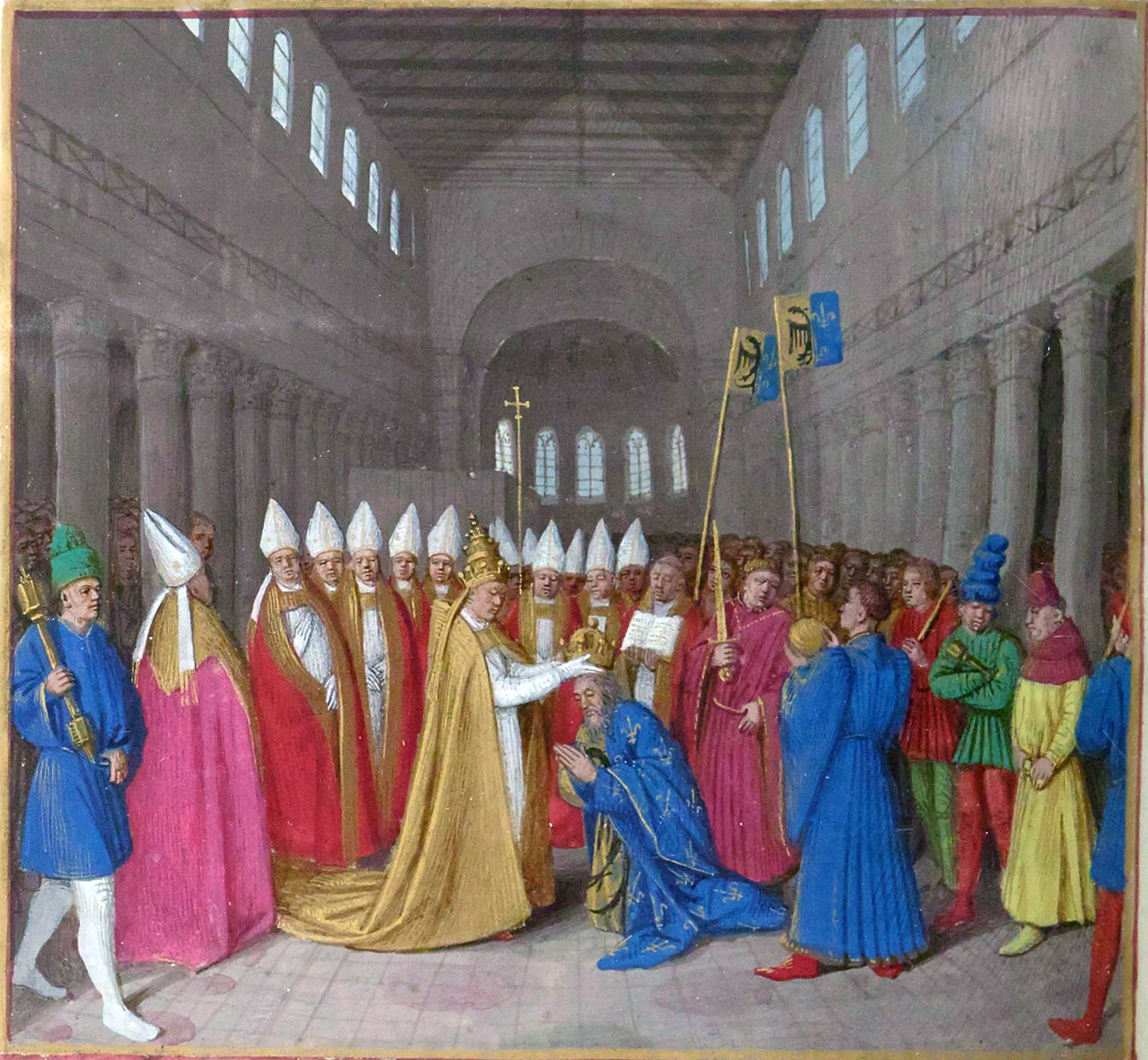
Coronació de Carlemany

La dinastia carolíngia fou una família d'origen austrasià de la qual van sortir molts majordoms de palaus per als merovingis (com ara Carles Martell) abans de prendre la corona amb Pipí el Breu, el 751. Aquest rei va establir un regne de dimensions considerables i va intervenir també fora de les seves fronteres en crear, en particular, els estats papals, després d'una campanya contra els llombards.
El Regne dels francs (en llatí: Regnum Francorum), unificat pels primers carolingis, va conèixer la seva més gran expansió sota Carlemany que (elegit pels seus iguals) va ser coronat "emperador dels francs i dels romans", a Roma pel papa el Nadal del 800. Tota la pompa de l'antiga Roma, els títols sobre les vestimentes i els símbols, van ser utilitzats per tal de reforçar l'autoritat de l'emperador d'Occident.
Carlemany va estendre el seu regne fins a la Saxònia a l'est, Bretanya a l'oest i fins al sud dels Pirineus, i es va convertir en l'anomenat Imperi Carolingi. Tanmateix, la coronació de Carlemany, malgrat el restabliment de la pompa imperial romana, representa la mort de l'antiguitat tardana. Carlemany va saber aprofitar-se d'una propaganda molt eficaç, però, els historiadors són, avui dia, molt crítics quant a aquest “imperi virtual”.
Calia, això no obstant, esperar gairebé 50 anys perquè la Frància, terme que va designar originalment els territoris del regne original dels francs, donés a llum França. Va ser, primerament, coneguda com la Frància occidental en oposició a la Frància oriental, sota el regne del fill petit de Carlemany, Carles II el Calb. El 842, els juraments d'Estrasburg seguits pel tractat de Verdun, el 843, van aconseguir establir la distinció entre els territoris que es convertirien en França (occident) i els territoris que es convertirien en la Germània (orient).
El 845, Nominoe, missus dominicus de la Bretanya (Princeps Veneticae civitatis) va derrotar les tropes de Carles el Calb en la batalla de Ballon. La independència de la Bretanya va ser reconeguda per Carles el Calb. Els francs van perdre Rennes, Nantes i el país de Retz. El 856, amb el tractat de Louviers, Erispoe va ser declarat oficialment rei de la Bretanya. El tractat d'Entrammes del 863 va cedir a la Bretanya la regió de Maine i una part de l'Anjou i el 868, el tractat de Compiègne li va cedir els drets sobre el Cotentin i l'Avranchin.

## Dinastia Capet

Bandera del Regne de França, dissenyada a finals del segle XIX

Escut del Regne de França

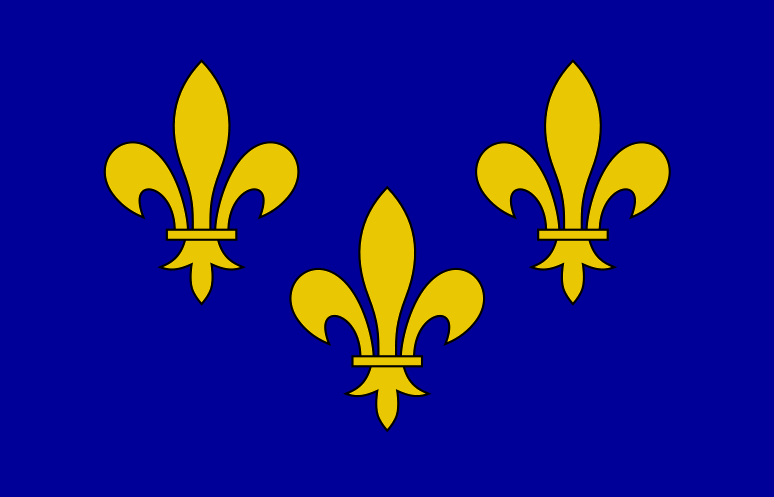
Flors de lis, símbol de la reialesa francesa

La dinastia carolíngia va tenir la mateixa fi que la dinastia predecessora: després d'una lluita pel poder entre dues famílies, l'accessió d'Hug Capet, duc de França i comte de París va posar la dinastia capet sobre el tron, la qual, amb les seves branques valois i borbònica, van governar França per més de 800 anys.
L'era carolíngia va veure el sorgiment de les institucions que condicionarien el desenvolupament de França en els segles següents: el reconeixement per part de la corona de l'autoritat administrativa dels nobles als seus territoris a canvi de lleialtat i suport militar, un fenomen ja visible durant l'era de la dinastia Capet.
L'ordre antic va donar a la nova dinastia el control immediat d'un territori petit al voltant del Sena i els territoris adjacents, mentre que els senyors feudals, com ara els comtes de Blois dels segles x i xi, van incrementar llurs territoris per mitjà de matrimonis planejats amb altres nobles a canvi de protecció i suport.
L'àrea al voltant del baix Sena, que va ser cedida als invasors normands com el ducat de Normandia el 911, es va convertir en la font de preocupació principal quan el duc Guillem va prendre possessió del Regne d'Anglaterra en la conquesta normanda de 1066, fent-se a si mateix i els seus hereus, iguals en rang al rei fora de França, encara que nominalment era el seu súbdit.
Una disputa perllongada sobre la successió entre els descendents de Guillem va acabar el 1154 amb la coronació d'Enric II d'Anglaterra. Enric havia heretat el ducat de Normandia i el comtat d'Anjou del seu pare, Jofré d'Anjou, i el 1152 havia contret matrimoni amb la que havia estat reina de França, divorciada, Elionor d'Aquitània, que governava gran part de la regió del sud de França. Després de vèncer una revolta encapçalada per Elionor i tres dels seus fills, Enric va empresonar Elionor, va fer del duc de Bretanya el seu vassall, i de fet, va governar la regió occidental de França, un regne molt més poderós que el tron francès. Tanmateix, les disputes entre els descendents d'Enric sobre la divisió dels territoris francesos, lligades amb l'absència perllongada de Ricard Cor de Lleó i el seu empresonament després del seu retorn de la tercera croada, va permetre que Felip II recuperés la seva influència sobre la majoria d'aquest territori. Després de la victòria francesa en la batalla de Bouvines el 1214, els monarques anglesos només conservarien el poder sobre la regió sud-oest del ducat d'Aquitània.
Al segle xiii, la corona francesa obtingué importants victòries al sud, en què la croada papal-reial contra els heretges del catarisme (1209) va permetre la incorporació de Llenguadoc, amb la renúncia dels possibles drets de la dinastia bel·lònida. Felip IV va prendre possessió de parts del territori del comtat de Flandes (1300), però va perdre aquest territori després de la Batalla dels esperons d'or a Kortrijk.

## La Guerra dels Cent Anys

Joana d'Arc

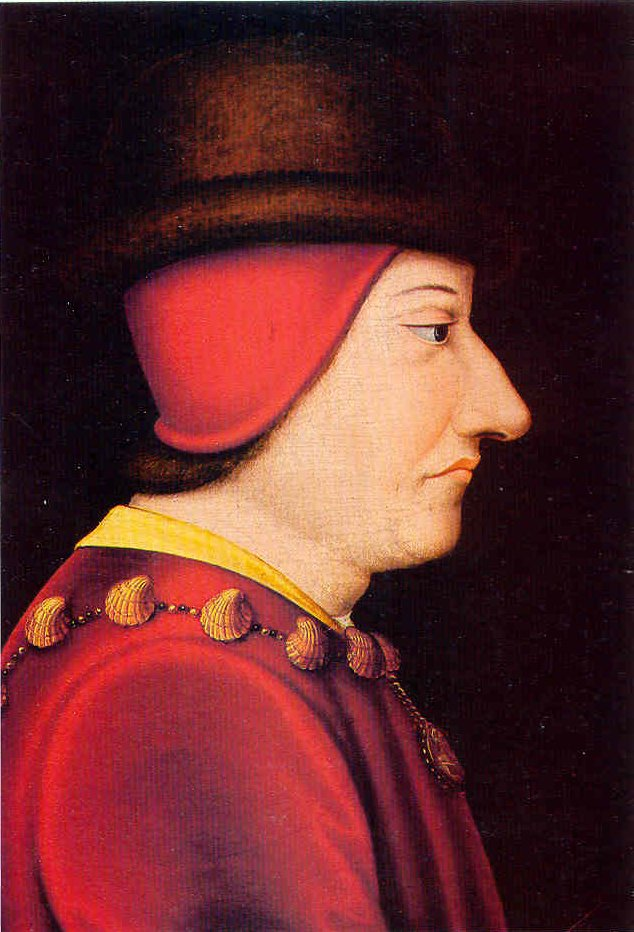
Lluís XI de França

França el 1435

La mort de Carles IV el 1328 sense cap hereu va permetre el sorgiment de la dinastia Valois, però, el net de Felip IV, Eduard III d'Anglaterra, va reclamar el tron francès, la qual cosa iniciaria una successió de conflictes coneguts com la Guerra dels Cents Anys. D'acord amb la llei sàlica, les dones eren excloses del tron (la filla de Felip IV era Isabel, mare d'Eduard III). Felip VI, fill de Carles de Valois, va ser coronat rei de 1328 a 1350. Això, i la interminable disputa dels drets sobre la Gascunya al sud de França, i la relació entre Anglaterra i els pobles belgues van alimentar la guerra. Durant un segle la guerra devastaria el territori amb revoltes camperoles tant a Anglaterra com a França, acompanyades del naixement del sentiment de nacionalisme a ambdós països.
Les derrotes militars franceses durant la primera fase del conflicte (1337-1360) van ser-ne revertides durant la segona (1369-1396); però la victòria d'Enric V en la batalla d'Agincourt el 1415 contra França, dividida entre les faccions d'Armanyac i Borgonya, va dur al reconeixement d'Enric VI com a rei a París set anys després amb el tractat de Troyes el 1420, amb el qual el senyoriu dels Valois va quedar reduït a les terres al sud del riu Loira.
La humiliació francesa va ser revertida el 1429 amb l'aparició d'un moviment de restauració encapçalat, moralment, per la camperola Joana d'Arc, que deia haver rebut direcció divina per dirigir la campanya amb la qual va acabar el Setge d'Orleans, i la coronació de Carles VII a la ciutat històrica de Reims. Va ser capturada, però, pels borgonyons, i lliurada a llurs aliats anglesos. Va ser executada el 1431, la qual cosa va donar més força a la causa francesa.
La reconciliació entre el rei i Felip de Borgonya (1435) va remoure l'últim obstacle per a la recuperació francesa; el rei francès va recuperar París (1436), Normandia (1450) i l'Aquitània (1453), reduint el poder anglès a un petit territori envoltant Calais (que perdria el 1558). Després de la victòria sobre Anglaterra, França va emergir com una monarquia nacional poderosa amb la "incorporació" oficial del ducat de Borgonya (1477) i Britànnia (1532), que havien estat estats independents.
Les pèrdues d'aquest segle van ser enormes, per la guerra i per la Pesta Negra, que va arribar al territori francès d'Itàlia el 1348, i es va estendre ràpidament, i matà 18-20 milions de persones a França.

## Renaixement

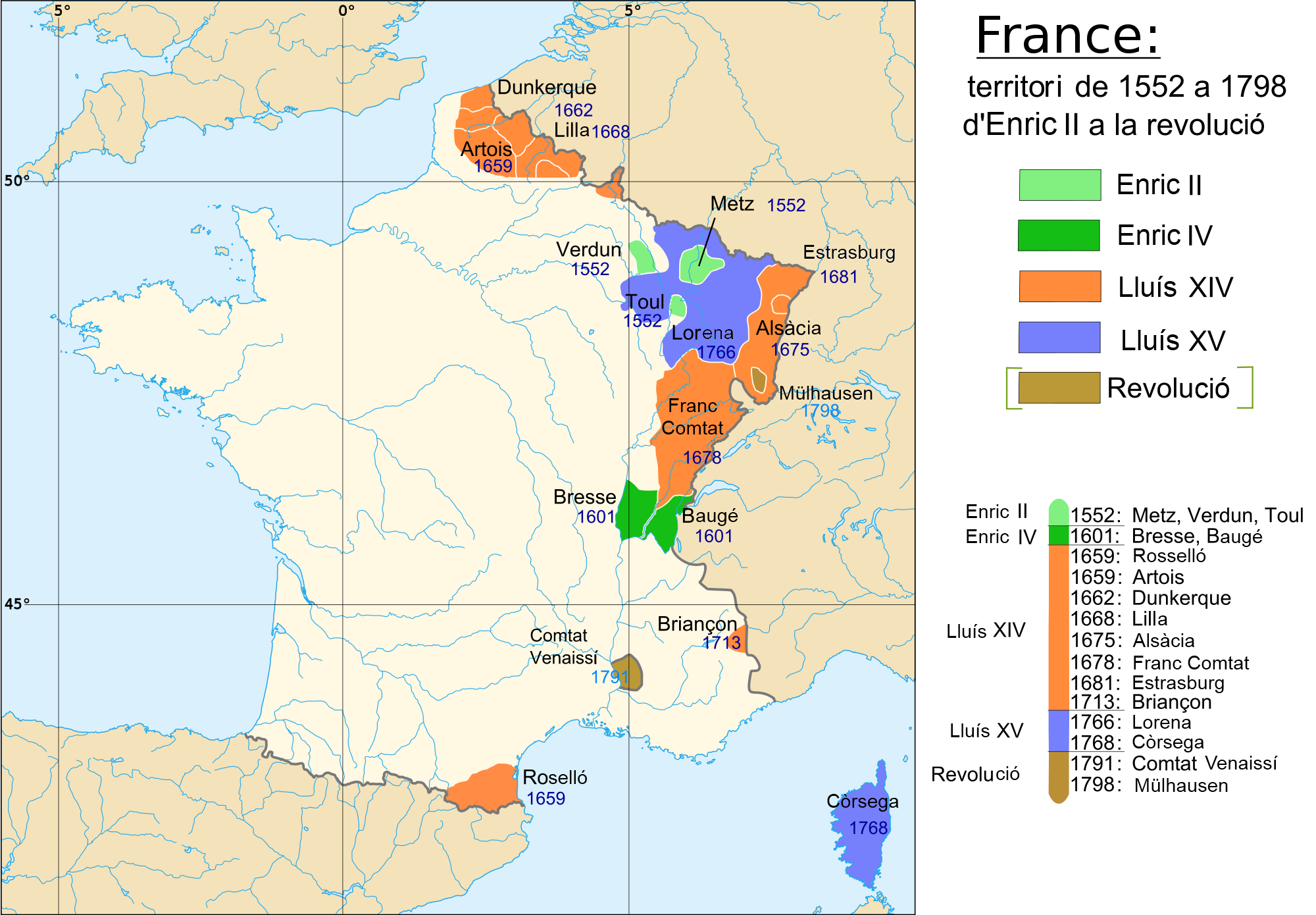
Expansió de França de 1552 a 1798

L'època moderna coincidí amb el Renaixement. Aquest moviment filosòfic i artístic va ser acompanyat de la invenció de la impremta que permetria la difusió del coneixement i l'afirmació del paper preponderant de l'ésser humà en l'univers (l'humanisme), la reducció del poder de l'Església sobre la societat (la Reforma protestant) i la resposta d'aquesta (la Contrareforma). Les relacions entre els estats europeus es van estructurar. La fi de l'edat mitjana va veure l'aparició dels ambaixadors permanents entre estats.
El Renaixement cultural va arribar a la França després de sortir d'Itàlia, indirectament per les guerres italianes que van començar sota el regne de Carles VIII (1483-1498) i continuades sota els seus successors Lluís XII, i sobretot Francesc I. Aquest va portar Leonardo da Vinci a la seva cort. Era l'època de la construcció dels castells de la vall del Loire, dels quals Chambrod és l'exemple més bell. Paral·lelament, es va assolir un important progrés tècnic iniciat durant la fi de l'edat mitjana, que va permetre un desenvolupament considerable de la producció. Aquestes invencions van facilitar sobretot l'expansió de la civilització europea.
Al començament i com a meta econòmica, la recerca de la ruta de les Índies, que substituís la ruta d'Orient trencada arran de la caiguda de Constantinoble, va permetre el descobriment d'Amèrica el 1492 i el coneixement d'altres cultures. En conjunt, aquests fets, així com el cisma protestant amb la reforma de l'Església, una empresa de Martí Luter i Joan Calví, van enfonsar els paradigmes de la societat medieval.
Quan Francesc I va pujar al tron, el seu principal rival a Europa era Carles V, els dominis del qual envoltaven el Regne de França. La rivalitat entre els dos sobirans i llurs successors va dominar la vida política del segle xvi, i cadascú assajava d'entaular aliances potser complicades per les consideracions religioses. Francesc I, catòlic, va entaular una aliança amb el soldà Solimà el Magnífic o amb els prínceps protestants alemanys per contrarestar les forces del també catòlic Carles V. Cadascun d'ells va assajar d'aconseguir el favor d'Enric VIII d'Anglaterra, que s'havia separat de Roma per divorciar-se i contraure matrimoni un cop més.

## Les guerres de religió

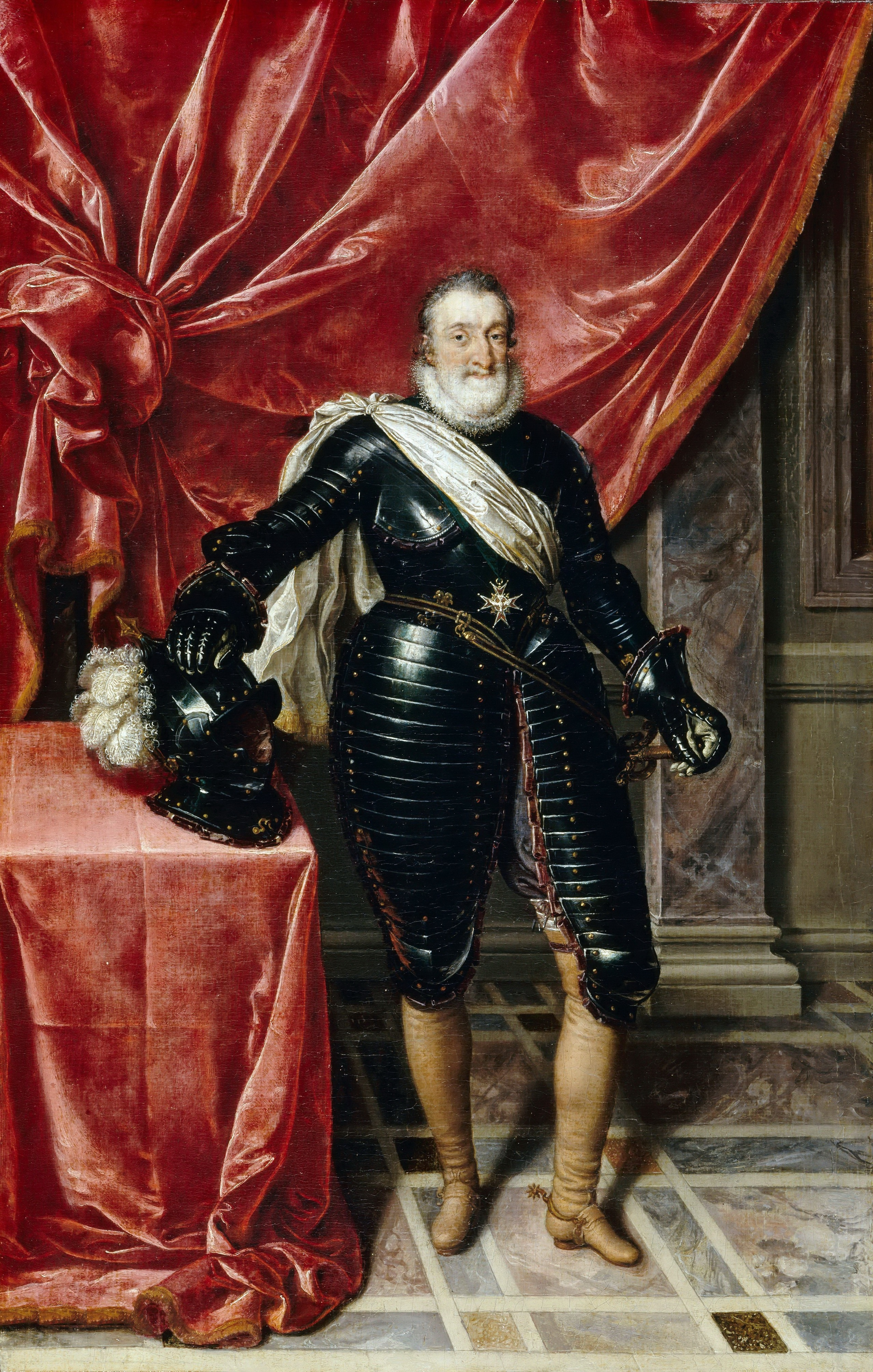
Enric IV de França

Amb el progrés de la Reforma protestant, possible gràcies a la impressió i difusió de la Bíblia, l'Església va respondre amb la Contrareforma. L'enduriment de l'oposició entre els catòlics i els protestants va fer que les dues branques del cristianisme s'enfrontaren violentament per tot Europa, principalment al Regne de França.
El regne d'Enric II (1547-1559) i sobretot dels seus tres fills Francesc II (1559-1560), Carles IX (1560-1574) i Enric III (1574-1589) van estar marcats per aquests enfrontaments entre protestants i catòlics, dels quals els més importants serien les vuit guerres de religió entre 1562 i 1598. La massacre de Sant Bartomeu, començada la nit del 24 o 25 d'agost, 1572, és l'exemple més tràgic d'aquests enfrontaments.
Després de la mort d'Enric III, assassinat per un monjo fanàtic, i sense cap hereu masculí, el tron va passar a la branca petita dels borbons, en la persona d'Enric IV, abans rei de Navarra. Però, ell era protestant, i no va ser reconegut pels ultracatòlics de la Santa Lliga francesa. Caldria que reconquerís el seu regne i, sobretot, que es convertís al catolicisme el 1593 (amb la cèlebre frase: "París bé val una missa"). Tan bon punt el seu poder fou consolidat, Enric IV va acabar amb les guerres de religió promulgant la llibertat de culte per als protestants amb l'edicte de Nantes de 1598. Amb el suport del seu ministre Sully, Enric IV va assajar de reconstruir un regne castigat per les guerres de religió, però, va ser assassinat per Ravaillac, un catòlic fanàtic el 1610, i va llegar al seu fill Lluís XIII un regne considerablement més enfortit.

## La monarquia de la vella França

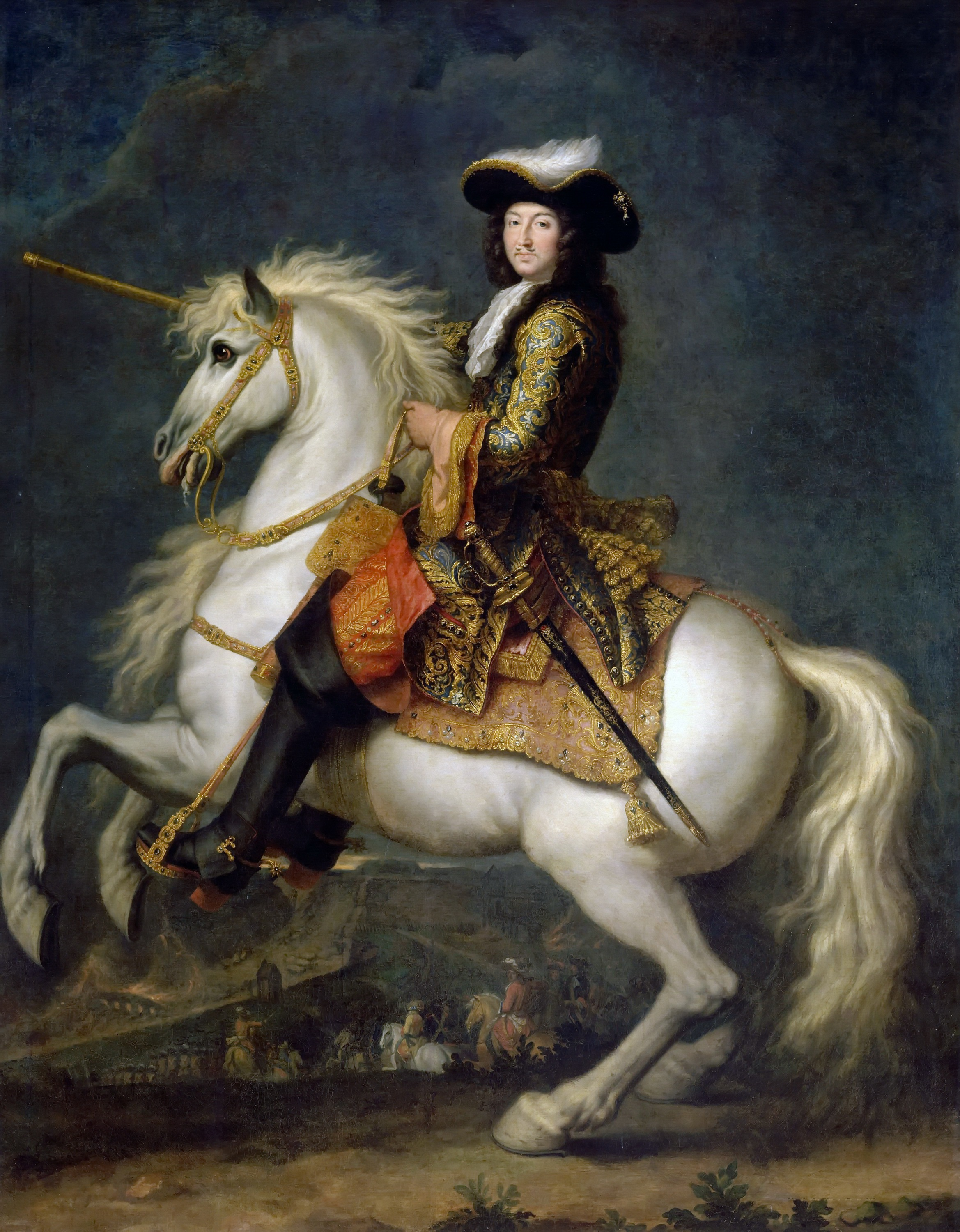
Lluís XIV

Lluís XIII (1610-1643) va succeir a Enric IV, assassinat el 1610. Amb el seu ministre, el cardenal de Richelieu, va posar a terme una política d'amansiment dels grans senyors del regne, d'enduriment contra els protestants, i en el pla de la política exterior un enfrontament amb la dinastia Habsburg, dividida en dues branques: l'una a Espanya i l'altra a Àustria. La Guerra dels Trenta Anys (1618-1648) va permetre a França convertir-se en la potència principal del continent i d'engrandir el seu territori a costa d'Espanya. L'increment considerable de la pressió fiscal, necessària per a la guerra, va provocar nombrosos aixecaments populars.
Durant el regnat de Lluís XIV (1643-1715), França seria la potència política, econòmica i cultural predominant d'Europa. Les nombroses campanyes militars de Lluís XIV i la confusió del diners de l'estat i de la casa reial, sol·licitat pel fast de la seva cort, van causar problemes financers crònics durant el segle xviii. França va trobar els mitjans per pagar aquest luxe extorquint les províncies, però, la situació era ja insostenible a finals del regnat del rei-sol al mateix temps que la petita edat de gel copejava cruelment els francesos (principalment durant l'hivern de 1708-1709). Marcat pels problemes de la Fronda durant la seva infància (va haver de fugir de París), Lluís XIV va continuar i ampliar la política de centralització dels seus predecessors, reduint el poder dels nobles, emmordassant les institucions i reprimint durament qualsevol oposició o revolta dins del regne. Versalles es va convertir, així, en una vasta presó daurada per a una noblesa, a partir de llavors sota control.
Lluís XIV va personificar més que cap altre rei la monarquia absoluta, ja que declararia des de 1661 que ell governaria solament, sense ministre. Durant la meitat d'un segle, el rei va governar sol, encara que la constitució del regne donava lloc als cossos intermediaris i als contrapoders; per tant, avui dia s'hi prefereix el terme monarquia administrativa. Lluís XIV volia reformar França radicalment, però, va ensopegar amb els representants locals, estats específics o els parlaments. Els va controlar per tots els mitjans possibles i no els deixaria sinó un paper honorífic o subaltern per poder executar llurs prerrogatives per mitjà dels oficials reials pagats com a independents, antecessors dels prefectes. Des de llavors, aquestes representacions sotmeses no eren cap amenaça seriosa i a més, llur dissolució hauria tingut més inconvenients que no pas avantatges i, per tant, serien conservades. Les revoltes i els aixecaments que va provocar la seva política van ser reprimits feroçment.
La fi del regnat de Lluís XIV és particularment penosa a causa de les condicions meteorològiques glacials que van fer morir milions de persones a França pel fred i la fam. A causa, també, de la duresa de la seva política interior, de la seva intolerància religiosa, i sobretot de les seves guerres contínues que aportarien relativament poques terres a França, però produirien massacres, engolirien les fortunes, perjudicarien el comerç i empobririen les ciutats i el camp. També, el decés del rei va ser rebut el 1715 com l'alliberament del regne. El futur Lluís XV era encara un nen, i una regència va governar França. Aquest període va estar caracteritzat per una relaxació dels costums després de l'austeritat dels últims anys del regne Lluís XIV i pel ressorgiment dels poders locals que havien estat reduïts al silenci.
Lluís XV va succeir el seu besavi Lluís XIV. El seu regne va ser molt brillant en el pla cultural, amb el sorgiment de l'aparició dels filòsofs de les llums, com Voltaire, Rousseau, Montesquieu, Diderot i Alembert. Però França va reduir la seva importància política a l'exterior, perdent gran part de l'Imperi colonial francès, principalment a Amèrica (va perdre el Canadà) i a l'Índia, cedint els seus territoris al seu rival, la Regne de la Gran Bretanya pel tractat de París (1763). El problema més gran de l'estat era, llavors, el dèficit del pressupost crònic que faria el rei dependent dels financers del país. Una altra font de paràlisi dels sistemes de govern seria l'oposició dels parlaments, de les corts de justícia dominades per una aristocràcia que defenien les lleis del regne. Es van oposar a qualsevol temptativa de modificació del sistema fiscal, i van impedir les reformes necessàries de l'estat absolutista.
El net de Lluís XV, Lluís XVI, va ser l'últim monarca absolut d'un regne minvat pels problemes financers i del pressupost. Va ser destituït per la Revolució Francesa.